# Brasso Tamana
Brasso Tamana es una localidad de Trinidad y Tobago, que forma parte de la región de Couva-Tabaquite-Talparo.

## Geografía
La localidad abarca parte de la isla Trinidad y limita al norte con Mamoral No. 2, al sur con Brasso Manuel Junction y Tabaquite al este con Brasso Venado y al oeste con Flanagin Town.

## Demografía
Datos demográficos de la localidad de Brasso Tamana:
| Gráfica de evolución demográfica de Brasso Tamana entre 2000 y 2011 |
|                                                                     |